# Comuna Blahodativka, Velîka Oleksandrivka
Blahodativka (în ucraineană Благодатівка) este o comună în raionul Velîka Oleksandrivka, regiunea Herson, Ucraina, formată din satele Andriivka, Blahodativka (reședința), Lozove, Mala Seidemînuha, Novohrednieve și Suhîi Stavok.

## Demografie
Componența lingvistică a comunei Blahodativka
     Ucraineană (94,33%)
     Rusă (4,7%)
     Alte limbi (0,97%)
Conform recensământului din 2001, majoritatea populației comunei Blahodativka era vorbitoare de ucraineană (94,33%), existând în minoritate și vorbitori de rusă (4,7%).